# Marie Luise von Hammerstein
Marie Luise Cäcilie von Hammerstein, baronessa de Münchhausen (Berlín, 27 de setembre de 1908 - Berlín, 6 de novembre de 1999), nascuda com a baronessa de Hammerstein-Equord, va ser una advocada i activista política alemanya. Malgrat haver nascut en una família aristocràtica de l'exèrcit, es va convertir en militant del Partit Comunista d'Alemanya. Va treballar per al servei d'intel·ligència del partit durant la dècada de 1930. Va ser tractada amb sospita constant i sotmesa a diversos interrogatoris per la Gestapo durant el Tercer Reich (1933-1945), tot i que la seva implicació en la intel·ligència del partit només es confirma en un document datat el 1973.

## La vida

### Procedència i primers anys
Marie-Luise Cäcilie «Butzi» von Hammerstein-Equord, va ser la filla gran de Kurt von Hammerstein-Equord amb el seu matrimoni amb la baronessa Maria von Lüttwitz. La família Hammerstein era una família noble alemanya ben connectada. El seu pare va servir com a cap de l'exèrcit alemany entre 1930 i 1933. Es va oposar profundament als nacionalsocialistes però, tanmateix, quan va morir el 1943 va ser per causes naturals vinculades a una malaltia. Altres membres de la família van acabar els anys de la Segona Guerra Mundial amagats, o, com Franz, el germà petit de Marie Luise, com a reclusos dels camps de concentració.

### Anys d'estudiant
Va estudiar Dret a la Universitat Frederick-William de Berlín (actualment, Universitat Humboldt). En aquell moment, ja estava políticament compromesa. Per horror de la seva mare, va «abandonar l'església catòlica» quan tenia 16 anys. El 1923 es va unir al moviment Wandervogel. Wandervogel era una xarxa de joves d'àmbit nacional que combinava el senderisme i altres activitats a l'aire lliure amb un rebuig romàntic a la industrialització i el modernisme a favor dels antics valors teutònics que de vegades se superposaven amb formes menys agradables del nacionalisme alemany. A través dels Wandervogels es va trobar amb Nathan Steinberger i Gertrud Classen. A través de Steinberger i Classen va entrar en contacte amb el Partit Comunista d'Alemanya, convertint-se en membre durant la primera part de 1928, si bé encara només tenia 19 anys. Durant els anys següents, ella i la seva germana petita, Helga, van transmetre informació secreta sobre el treball del seu pare a l'A-M Apparat (literalment, "Anti-Military Apparatus"), que era el nom intencionadament enganyós de l'extensa organització d'intel·ligència del partit comunista a Alemanya. Atesa la implicació personal de Leo Roth amb la seva germana Helga, no és d'estranyar que Marie Luise també estigués en contacte amb Roth a mitjans dels anys 1930, però arriba la primera confirmació que treballava per a la «intel·ligència soviètica» i que el seu responsable era Leo Roth, la forma d'un currículum vitae que ella mateixa va compondre per a «ús intern» tan recentment com l'any 1973. Els plans per a una guerra d'agressió contra la Unió Soviètica existien a Berlín i es coneixien a Moscou el 1933, tot i que Stalin va optar per ignorar-los. Atès que Kurt von Hammerstein-Equord encara era el cap de l'exèrcit durant la major part de 1933, és raonable inferir que la consciència de Moscou d'aquests plans va derivar totalment o en part de la informació recollida dels seus papers per les seves filles Marie Luise i Helga. Segons una font, va ser per aquest motiu que molts anys més tard el govern de la República Democràtica Alemanya va concedir a Marie-Luise la Medalla de Lluitadors contra el Feixisme.
Hi ha especulacions persuasives que von Hammerstein-Equord, estudiant de dret a Berlín, va tenir una relació amorosa amb Werner Scholem, membre del Reichstag alemany entre 1924 i 1928 i membre destacat del Partit Comunista d'Alemanya. No obstant això, els detalls del romanç poden haver-se embellit en la narració.

### Canvi de direcció
Potser va ser a causa de la seva vinculació amb Werner Scholem que, a partir de l'any 1930, va prendre classes d'idiomes per dominar el rus i, paral·lelament al seu curs de grau, va fer un curs a part per qualificar-se com a «referendària» (advocada en pràctiques), fet que obriria el camí a una ruta més lenta, basada en una àmplia «formació en el lloc de treball» cap a una qualificació legal. Després d'haver aprovat l'examen necessari de «referendària», va abandonar la universitat, aparentment sense acabar la carrera, i va ocupar una feina d'advocada en pràctiques, inicialment a Altlandsberg i posteriorment a Berlín. El 1933 es va casar amb el seu patró, l'advocat Mogens von Harbou que, poc després, es va convertir en militant del Partit Nacionalsocialista (que havia pres el poder a principis d'aquell any). Tot i que ella havia abandonat el seu activisme polític anterior, pel que sabia qualsevol de la família i el seu cercle social, es va mantenir sense simpaties amb la política del seu marit. Es va quedar embarassada gairebé immediatament, però el matrimoni va durar menys de tres anys. Després del divorci, el fill de la parella va ser traslladat a viure amb la família del seu pare. Mentrestant, almenys fins a 1936, ella va estar en contacte amb l'agent d'intel·ligència del partit Leo Roth, directament i/o a través del seu vell amic dels seus dies de Wandervogel, Nathan Steinberger.

### Període nazi
Durant el seu breu matrimoni amb Mogens von Harbou va ser vigilada per la Gestapo i va ser sotmesa a nombrosos interrogatoris, alguns dels quals van durar diversos dies, a més d'haver escorcollat casa seva. Una, almenys, de les raons per les quals es va veure atacada va ser les creences (probablement correctes) de la Gestapo sobre la proximitat de la seva anterior associació política i personal amb Werner Scholem (1895-1940).
No hi va haver una reducció immediata de la vigilància de la Gestapo després del seu divorci, però no va ser retinguda per períodes de detenció superiors a pocs dies. Poc després, es va traslladar al camp, traslladant-se wl 1937 a Herrengroßstedt (Naumburg) i el 1942 a Prien (Rosenheim). El baró Ernst-Friedemann von Münchhausen (1906–2002), amb qui es va casar cap el 1937, havia heretat una finca rural als afores de Herrengroßstedt. Va tenir diversos fills amb ell però el matrimoni va acabar el 1951. La finca Herrengroßstedt va ser confiscada durant la reforma agrària alemanya de 1945. Von Münchhausen, que havia estat un oficial de reserva al departament de subministraments de l'exèrcit durant la Segona Guerra Mundial, va ser un dels nombrosos propietaris aristocràtics que van ser internats com a presoners de guerra per la Unió Soviètica entre 1945 i 1949.

### Anys de postguerra
El maig de 1945, després de la derrota de l'Alemanya nazi, es va unir de nou al Partit Comunista d'Alemanya, que havia estat il·legalitzat fins al moment. Rosenheim va estar a la zona d'ocupació estatunidenca després de la guerra i hi va treballar a l'oficina d'ocupació pública fins al juny de 1947, quan es va traslladar a la part occidental de Berlín. El setembre de 1949 es va traslladar al Berlín oriental ocupat pels soviètics, poc abans de la fundació de la República Democràtica Alemanya el 3 d'octubre. Aleshores va ser ser quan es va unir al Partit Socialista Unificat d'Alemanya que havia estat fundat el 1946. A la zona d'ocupació soviètica, el PSUA va ser el successor del Partit Comunista d'Alemanya, encara que el partit va continuar existint a l'Alemanya Occidental fins que va ser prohibit el 1956. El PSUA va ser el partit governant d'Alemanya Oriental durant gairebé tota l'existència del país.
Posteriorment, va reprendre els estudis de Dret després d'haver-los interromput dues dècades abans, tot i que es va mantenir treballant com a assistent legal. Després de qualificar-se, va treballar com a advocada en una oficina jurídica cooperativa a Berlín-Pankow i ja no es va dedicar a l'activisme polític. No obstant això, el juliol de 1964, en una manifestació del Front Nacional d'Alemanya Democràtica va causar polèmica en comentar en públic el paper del seu pare com a opositor d'Adolf Hitler.
Segons els fitxers del Ministeri de Seguretat de l'Estat (Stasi), als quals els investigadors van accedir després de la reunificació alemanya, Marie Luise von Hammerstein es va mantenir «activa [com a informadora] per als serveis de seguretat soviètics entre 1950 i 1960». Els fitxers de l'Stasi sobre ella incloïen el comentari que, tot i treballar per als soviètics, «no estava exempta de prejudicis i una mentalitat petit-burgesa». L'arxiu de l'Stasi assenyala les seves connexions amb els cercles socials de l'acadèmic dissident Robert Havemann i el cantautor dissident Wolf Biermann. Pel que fa a la seva vida professional i personal, va tendir a atraure un gran nombre de clients jueus.
Marie Louise von Münchhausen va morir a Berlín el 6 de novembre de 1999.

### Cultura popular
El personatge de ficció Marie-Luise Seegers, la filla comunista de Kurt Seegers, comandant en cap de la Reichswehr, a la sèrie de televisió neo-noir Babylon Berlin de 2017, es basa en la biografia de Marie Luise von Hammerstein.